# Pedro Ortiz de Zárate
Pedro Ortiz de Zárate y Carrizo de Garnica (1622, San Salvador de Jujuy – 27. října 1683, San Ramón de la Nueva Orán) byl argentinský římskokatolický kněz, působící jako misionář mezi domorodým obyvatelstvem, zabitý během masakru v průsmyku Abra de Zenta. Katolická církev jej uctívá jako blahoslaveného mučedníka.

## Život
Narodil se dne 29. června 1622 ve městě San Salvador de Jujuy v dnešní provincii Jujuy do významné rodiny baskického původu. Jeho děd z otcovy strany, Pedro de Zárate, byl španělským generálem a osadníkem, jež se podílel na zakládání jeho rodného města. Již v dětství byl přitahován náboženstvím.
Během dospívání mu zemřeli rodiče a v sedmnácti letech se oženil s Petronilou Ibarrou Argañarás y Murguía, jež pocházela ze šlechtického rodu. Narodili se jim dva synové.
Ve svém rodném městě, ve kterém i nadále žil působil ve vedení obecní samosprávy. Roku 1654, necelých deset let po svatbě ovdověl. Po smrti své manželky se v něm opět rozvinulo povolání ke kněžství. Dlouhý čas trávil v obecní kapli, než se po několika letech definitivně rozhodl stát knězem. Po studiu teologie u jezuitů v Córdobě byl roku 1657 v Santiagu del Estero vysvěcen na kněze.
Nejprve působil ve farnosti, kde docházelo k častým konfliktům mezi Španěly a domorodými obyvateli. Roku 1659 se pak stal farářem ve svém rodném městě. Často musel cestovat na dlouhé vzdálenosti, jelikož jeho farnost zahrnovala i vzdálené osady. Zasloužil se zde o výstavbu nového farního kostela a několika kaplí. Věnoval se také péči o chudé a nemocné.
Roku 1683 byla zorganizována misijní výprava do oblastí severní Argentiny a Jižní Bolívie, které se spolu s ním účastnil i jezuitský kněz Giovanni Antonio Solinas a další lidé, včetně domorodých konvertitů ke křesťanství. Za cíl měli navázání kontaktů s novými kmeny a jejich obrácení na křesťanskou víru.
Ačkoli první kontakty s kmeny byli nadějné, skupina několika stovek ozbrojených Tobů a Mocoviců, podněcovaných svými šamany zůstala silně nepřátelská. Dne 27. října 1683 odpoledne, nedlouho poté, co odsloužili v provizorní kapli mši svatou zaútočilo přes tisíc bojovníků na dočasný tábor misionářů. Giovanni Antonio Solinas, Pedro Ortiz de Zárate a 18 laiků, včetně domorodých křesťanských konvertitů bylo krutě zavražděno oštěpy a sekerami v průsmyku Abra de Zenta poblíž dnešního města San Ramón de la Nueva Orán.
Jeho ostatky jsou uloženy v katedrální bazilice Nejsvětějšího Spasitele v San Salvadoru de Jujuy.

## Úcta
Beatifikační proces jeho a jeho společníka Pedra Ortize de Zárate započal dne 8. března 2002, čímž oba obdrželi titul služebníci Boží Dne 13. října 2021 podepsal papež František dekret o jich mučednictví.
Blahořečeni pak byli dne 2. července 2022 v San Ramón de la Nueva Orán. Obřadu předsedal jménem papeže Františka kardinál Marcello Semeraro.
Jeho památka je připomínána 27. října. Bývá zobrazován v kněžském oděvu.